# キラ (ギリシア神話)
キラ（古希: Κίλλα, Killa）は、ギリシア神話の女性である。トロイア王ラーオメドーンの娘で、ティートーノス、ラムポス、クリュティオス、ヒケターオーン、プリアモス、ヘーシオネー、アステュオケーと兄弟。テューモイテースとの間にムーニッポスを生んだが、一説にキラはヘカベーと姉妹で、プリアモスとの間にムーニッポスを生んだともいわれる。
しかしプリアモスはトロイアを滅ぼす赤子が生まれるという予言を聞いて、勘違いしてキラとムーニッポスを殺した。夫のテューモイテースはこれをうらみ、トロイア戦争のとき木馬を引き入れたという。